# Louise Fishman
Pour les articles homonymes, voir Fishman.
Louise Fischman, née le 14 janvier 1939 à Philadelphie et morte le 26 juillet 2021 à New York, est une peintre américaine féministe et lesbienne qui se réclame de la mouvance des expressionnistes abstraites,,,,.

## Biographie
Louise Fischman est née à Philadelphie, en Pennsylvanie le 14 janvier 1939. Elle fréquente le Philadelphia College of Art entre 1956 et 1957. En 1958, elle étudie à l'Académie des beaux-arts de Pennsylvanie à Philadelphie. Après avoir terminé avec succès ses études dans ces deux écoles, elle obtient son BFA et son BS à l'école des arts de Tyler à Elkins Park (en) en Pennsylvanie, et en 1965 elle obtient un MFA de l'université de l'Illinois à Champaign.

## Carrière artistique
Louise Fischman peine à faire reconnaître son style de peinture et à être reconnue à ses débuts. Elle expose occasionnellement dans les années 1960, une période de sa vie où elle produit des œuvres à partir d'une grille. À la fin les années 1970, son travail abstrait est lié avec la peinture de motifs. Des œuvres d'envergure comme Grand Slam (1985) and Cinnabar and Malachite (1986) reflètent ses visions novatrices, et poussent les critiques d'art et le public à étiqueter ses œuvres comme intégrant des éléments de néo-expressionnisme.
En 1980, elle est l'une des dix artistes invitées dont les œuvres sont exposées dans le GALAS (Great American Lesbian Art Show).
Quand le mouvement féministe gagne en importance dans les années 1970, Louise Fischman abandonne son travail inspiré par le minimalisme sous forme de grilles, et commence à produire des œuvres qui reflètent les tâches féminines traditionnelles. Ces travaux requièrent des étapes répétitives caractéristiques d'activités comme le tricot, la couture ou le poinçon. Retournant plus tard dans le bastion masculin de la peinture abstraite, Louise Fischman cherche un moyen de distinguer son œuvre de celle produite par des artistes masculins, qu'ils soient historiques ou contemporains. Les compositions qui en résultent combine des gestes au pinceau comportant une structure ordonnée, comme si Louise Fischman construisait ou tissait ses peintures en partant d'une base et en ajoutant avec soin couche après couche.
En 1988, Louise Fishman accompagne une amie survivante de l'holocauste à Auschwitz et Theresienstadt. Ce voyage fait partie d'un périple qui l'emmène à Varsovie, Prague, et Budapest, et la marquera durablement en tant que personne et artiste, provoquant des changements radicaux dans sa façon de travailler et l'aidant à s'interroger sur son identité juive. Elle ramène des cendres, des restes de personnes humaines calcinées d'Auschwitz. Elle mélange les cendres avec de la cire d'abeille pour l'utiliser dans la série Remembrance and Renewal. Ces œuvres servent d'abstractions et de mémorial pour un évènement historique tragique.
Au début des années 1990, elle retourne à ses pratiques de peindre des grilles dans des formats légèrement modifiés, comme Sipapu (1991) et Shadows and Traces (1992).
L'organisation de l'œuvre de Louise Fischman dérive finalement des grilles, qui constituent à ses débuts un élément clef, et reste apparente comme une forme de vestige malgré sa perte en importance dans son œuvre. Les peintures les plus récentes intègrent l'écriture.
Durant l'automne 2011, Louise Fischman termine sa résidence à la fondation Emile Harvey à Venise. Elle cite son passage en résidence comme ayant une influence importante sur ses travaux. Elle s'inspire de Titien, peintre de Venise pendant cette période.

## Fin de vie
Louise Fishman décède à l'âge de 82 ans, le 26 juillet 2021 à New York.

## Distinctions
- Senior Art Prize, Tyler School –1963
- Change, Inc. Award –1975
- National Endowment for the Arts Grant – 1975, 1983, 1994
- Guggenheim Fellowship – 1979
- CAPS Fellowship – 1981
- New York Foundation for the Arts Fellowship – 1986
- Adolph & Esther Gottlieb Foundation Grant – 1986
- National Endowment for the Arts, Painting - 1994
- Adolph & Clara Obrig Prize for Painting, National Academy of Design, 177th Annual Exhibition, 5/1st -2002

## Expositions Individuelles
- 1964 Philadelphia Art Alliance
- 1964 Nancy Hoffman Gallery, New York
- 1967 University of Rhode Island, Kingston
  - John Doyle Gallery, Chicago
- 1977 Nancy Hoffman Gallery, New York
- 1978 Department of State, Washington, D.C.
- 1979 Nancy Hoffman Gallery, New York
  - 855 Mercer, New York
- 1980 Oscarsson-Hood Gallery, New York
- 1982 Oscarsson-Hood Gallery, New York
- 1984 Backerville & Watson Gallery, New York
- 1985 North Carolina Museum of Art, Raleigh, North Carolina\
- 1986 Backerville & Watson Gallery, New York
- 1987 Winston Gallery, Washington, D.C.
- 1989 Simon Watson Gallery, New York
  - Lennon, Weinberg, New York
- 1991 Lennon, Weinberg, New York
- 1992 Olin Art Gallery, Kenyon College, Gambier, Ohio
  - Simon Watson Gallery, New York
  - Morris Gallery, Pennsylvania Academy of Fine Arts, Philadelphia
  - Temple Gallery, Tyler School of Fine Arts, Philadelphia
- 1993 Robert Miller Gallery, New York
- 1994 Bianca Lanza Gallery, Miami
- 1995 Robert Miller Gallery, New York
- 1996 Robert Miller Gallery, New York
- 1998 Cheim & Read, New York
- 2000 Paule Anglim, SF
- 2001 Manny Silverman, LA
- 2003 Cheim & Read, New York
- 2004 Manny Silverman, LA
- 2005 Foster Gwin, SF
- 2006 Cheim & Read, New York
- 2007 Darthmouth Colleger, New Hampshire
- 2008 Galerie Kienzle & Gmeiner, Berlin
- 2009 Cheim & Read, New York
- 2009 Museum of Art, Sarasota, FL
- 2009 The John & Mable Ringling
- 2010 Paule Anglim, SF
- 2012 Jack Tilton Gallery, New York
- 2012 John Davis Gallery, Hudson, NY
- 2012 Cheim & Read, New York
- 2013 Goya Contemporary, Baltimore, MD
- 2014 Gallery Nosco, London, Royaume-Uni
- 2015 Cheim & Read, New York